# Coteaux-d'ancenis
Pour les articles homonymes, voir Muscadet.
 (juin 2023).
Le coteaux d'Ancenis est un vin d'appellation d'origine contrôlée produit à cheval sur une partie de la Loire-Atlantique et du Maine-et-Loire.
Il s'agit surtout de vins rouges, ainsi que de quelques blancs et rosés secs. Cette appellation VDQS depuis le 22 janvier 1954 est devenue AOC le 7 décembre 2011 .

## Histoire

### Les origines

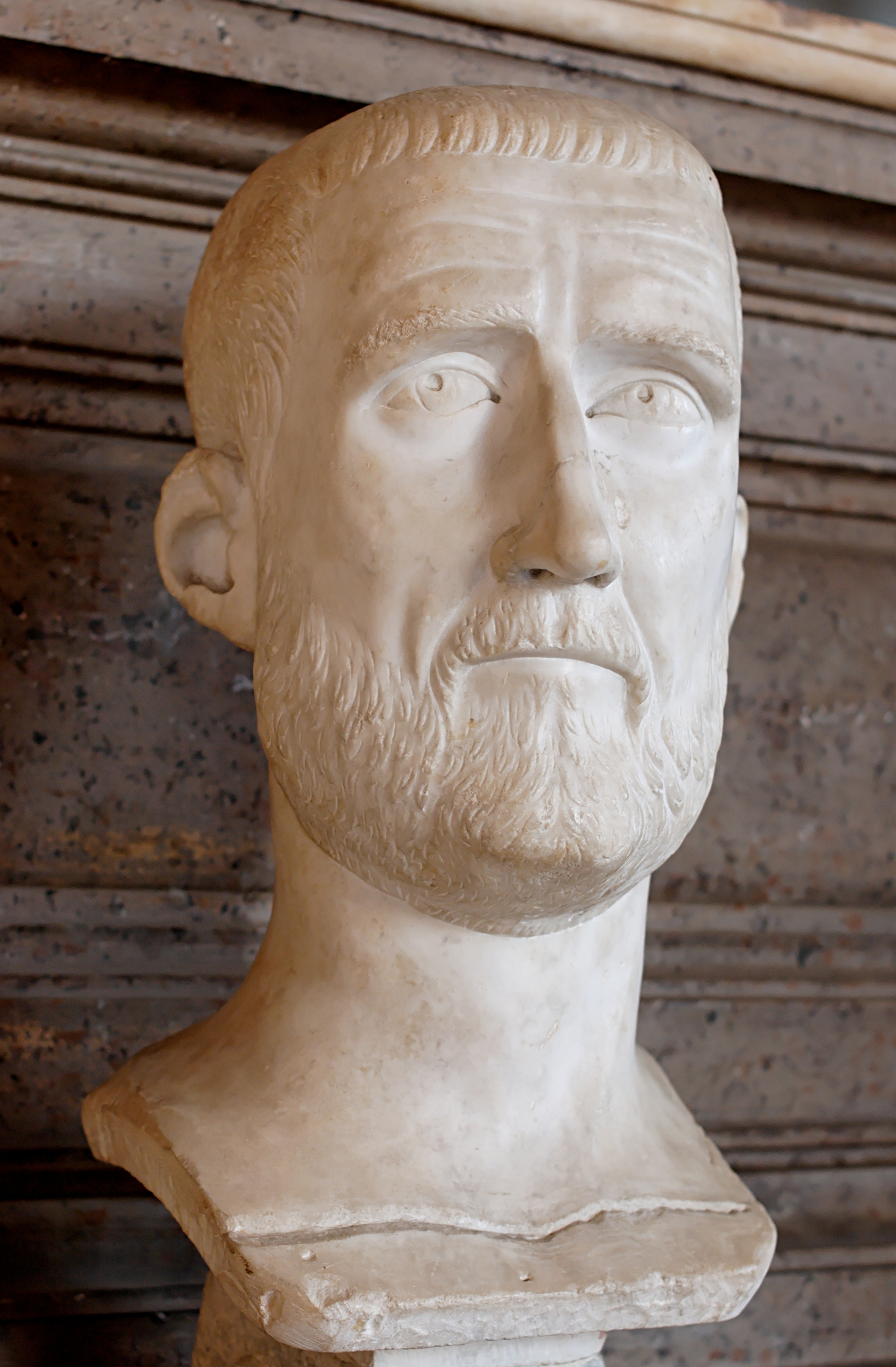
L’empereur romain Probus qui autorise la culture de la vigne dans la région.

Une étude admet la présence de vignes sauvages genre Vitis dans l'aire des coteaux d'Ancenis qui remonterait aux environs de 6000 av. J.-C. L'espèce Vitis vinifera est quant à elle importée d'Aquitaine dans la région pendant l'Antiquité, il y a un peu moins de 2000 ans. La vigne est alors cultivée en treilles aux abords des villes dont celle d'Ancenis.
La tradition de la viticulture, dans la région nantaise où est produit le coteaux-d'ancenis, date d’un décret de l’Empereur romain Probus dont les soldats plantèrent les premières vignes sur le territoire,. Les plantations progressent alors le long de la Loire. Cependant les vignobles seront souvent victimes des raids Normands au cours des invasions successives par l'estuaire du fleuve.
Plus tard, l’expansion du christianisme est l’occasion pour le vignoble nantais de se développer. Sous l’impulsion des moines des abbayes du Pays nantais, dont Saint-Martin-de-Vertou des vignes sont plantées dans tout le sud Loire de la région nantaise.
Il est difficile de définir précisément les cépages qui constituent alors le vignoble local. Il semblerait qu'on rencontre majoritairement du pinot gris (localement appelé malvoisie) ainsi que du pineau de loire (chenin blanc). Les vins alors produits sont généralement des blancs secs et moelleux ou rosés secs.

### Renaissance
Le Port d'Ancenis se développe grâce à sa position frontalière avec la barrière d'Ingrandes évitant ainsi la taxe douanière à sa frontière à l'exportation. Les vins du pays nantais, exportés depuis les ports de Nantes et Ancenis sont plus rentables que leurs voisins angevins ou tourangeaux. Avec L'intégration de duché de Bretagne à la France, Ancenis continue de jouer le rôle de plate-forme commerciale entre Nantes et Angers.

### Période moderne
Ce n'est qu'au XVIIe siècle que ces vins sont mentionnés pour la première fois. Le melon de bourgogne est implanté dans la région pendant cette période. Plus tard le cabernet franc provenant du vignoble bordelais fait son apparition ainsi que le gamay noir bourguignon.

### Période contemporaine
Un syndicat viticole de la région d’Ancenis est créé en 1907. Ce vignoble gagne son Appellation d'origine vin délimité de qualité supérieure en 1954. Il compte 4 appellations distinctes : Coteaux d'Ancenis Pinot, Coteaux d'Ancenis Gamay, Coteaux d'Ancenis Cabernet et Coteaux d'Ancenis Malvoisie. En 2011, Le Coteaux d'Ancenis est promu Appellation d'origine contrôlée.

## Étymologie
L'appellation tire son nom du lieu où est établi le vignoble, sur des coteaux de bord de Loire qui entourent la ville d'Ancenis.

## Situation géographique
Les coteaux-d'ancenis sont situés dans le vignoble nantais sur les bords de la Loire entre Nantes et Ancenis dans le département de la Loire-Atlantique et déborde sur le département de Maine-et-Loire

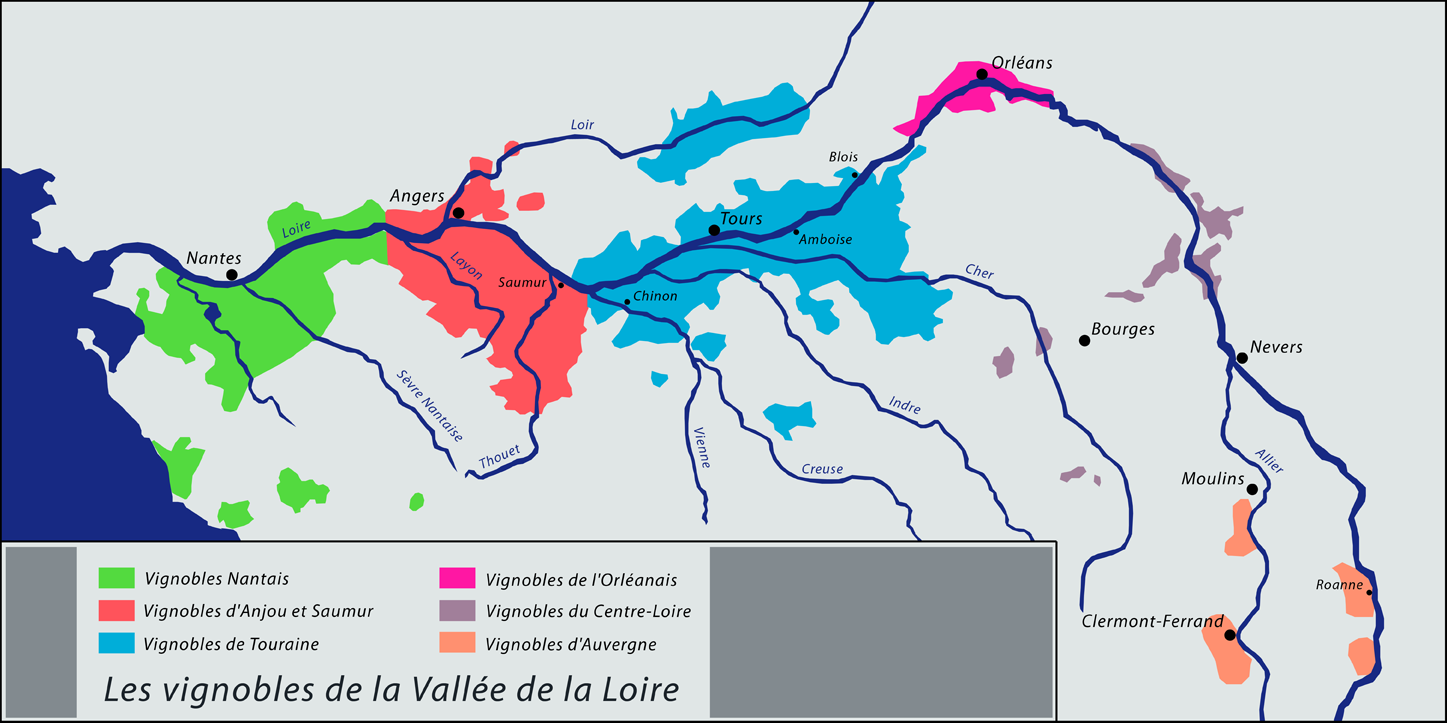
Vignobles de la vallée de la Loire

### Orographie
Les vignes sont pour la plupart implantées sur les coteaux aux abords du fleuve, à une altitude comprise généralement entre 20 et 70 mètres.

### Géologie
La nature du terrain sur lequel le vignoble est implanté est constitué de formations schisteuses (schisto-gréseuses et micaschistes) ainsi que les formations gneisseuses datant du Précambrien au Paléozoïque supérieur. On trouve aussi quelques secteurs granitiques.
Ce sont des terrains bien drainants qui évacuent l'eau en excès. Leur fertilité réduite freine le développement de la vigne, créant les conditions à l'élaboration de bons vins.

### Climatologie
Le secteur géographique couverte par la zone de l'AOC est principalement sous influence du océanique tempéré.
Climatologie de Nantes sur la période 1961 - 1990 :
| Mois                                            | jan. | fév. | mars | avril | mai  | juin | jui. | août | sep. | oct. | nov. | déc. | année |
| ----------------------------------------------- | ---- | ---- | ---- | ----- | ---- | ---- | ---- | ---- | ---- | ---- | ---- | ---- | ----- |
| Température minimale moyenne (°C)               | 2,4  | 2,8  | 4    | 5,9   | 9    | 11,9 | 13,9 | 13,5 | 11,8 | 8,9  | 5,1  | 3    | 7,7   |
| Température moyenne (°C)                        | 5,4  | 6,2  | 8,1  | 10,4  | 13,6 | 16,9 | 19,1 | 18,7 | 16,8 | 13,1 | 8,6  | 6    | 11,9  |
| Température maximale moyenne (°C)               | 8,4  | 9,6  | 12,2 | 14,9  | 18,2 | 21,9 | 24,4 | 24   | 21,8 | 17,3 | 12   | 9    | 16,1  |
| Ensoleillement (h)                              | 72   | 99   | 148  | 187   | 211  | 239  | 267  | 239  | 191  | 140  | 91   | 70   | 1 956 |
| Précipitations (mm)                             | 86,6 | 70,2 | 69,1 | 49,9  | 64,1 | 45   | 46,4 | 44,8 | 62,2 | 79,2 | 86,9 | 84,1 | 788,5 |
| Nombre de jours avec précipitations             | 12,8 | 11   | 11,1 | 8,9   | 11   | 7,7  | 6,7  | 7    | 8,4  | 10,4 | 11,1 | 11,5 | 117,6 |
| dont nombre de jours avec précipitations ≥ 5 mm | 6,1  | 4,8  | 4,9  | 3,6   | 4,5  | 2,9  | 2,7  | 3,1  | 3,9  | 5    | 6,2  | 6,1  | 53,7  |
| Humidité relative (%)                           | 88   | 84   | 80   | 77    | 78   | 76   | 75   | 76   | 80   | 86   | 88   | 89   | 81    |

Les hivers sont doux (min −5 °C / max 10 °C) et pluvieux. Quoique relativement beaux et doux également (min 17 °C / max 35 °C), les étés connaissent chaque année au moins un épisode chaud de quelques jours. Sur l'ensemble de l'année, les pluies sont fréquentes mais peu intenses. Les chutes de neige y sont exceptionnelles.
La situation un peu plus éloignée de l'Océan Atlantique modère le climat océanique. Les températures sont plus élevées l'été qu'à Nantes, l'ensoleillement y est plus important, le vent moins présent et les précipitations plus modérées. (entre 650 et 750 mm par an, avec une moyenne de 688 entre 1951 et 1980) Le climat se révèle intermédiaire entre ceux qui influencent les vignobles du muscadet (AOC) et de l'Anjou. Les vins sont fortement influencés par l'effet millésime, en particulier par la pluviométrie des mois d'août et de septembre.

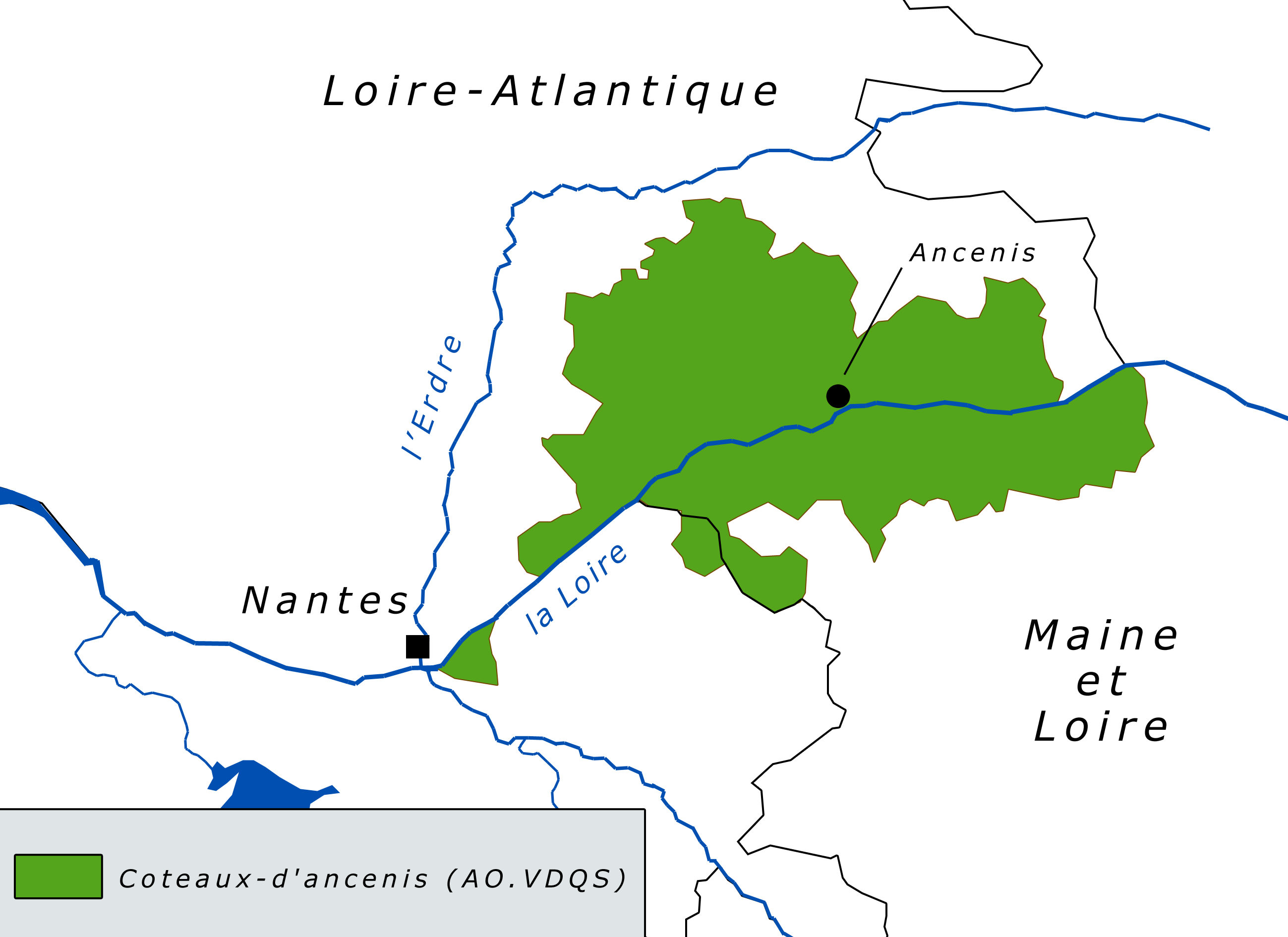
Carte de l'AOC coteaux-d'ancenis

## Vignoble

### Présentation
Seuls ont droit à l'appellation coteaux-d'ancenis les vins récoltés sur les terroirs des communes de Bouzillé, Champtoceaux, La Chapelle-Saint-Florent, Drain, Landemont, Liré, Le Marillais, Le Mesnil-en-Vallée, Saint-Florent-le-Vieil, Saint-Laurent-du-Mottay et La Varenne en Maine-et-Loire ainsi que Ancenis, Anetz, Barbechat, Le Cellier, Couffé, Ligné, Mauves-sur-Loire, Mésanger, Mouzeil, Oudon, Saint-Géréon, Saint-Herblon, Saint-Sébastien-sur-Loire, Teillé, Thouaré-sur-Loire et Varades dans la Loire-Atlantique.

### Encépagement

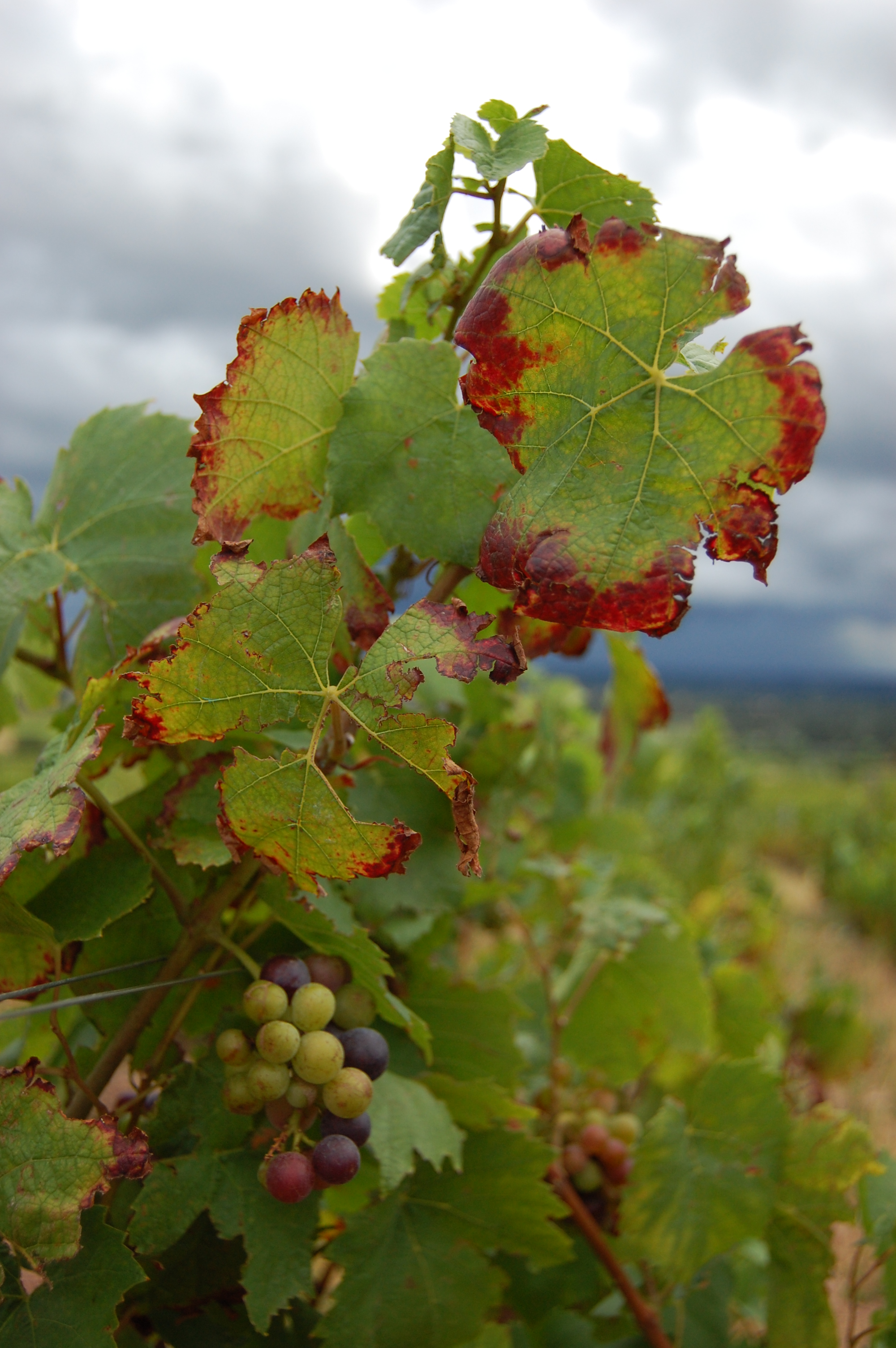
Grappe de gamay N en cours de maturation

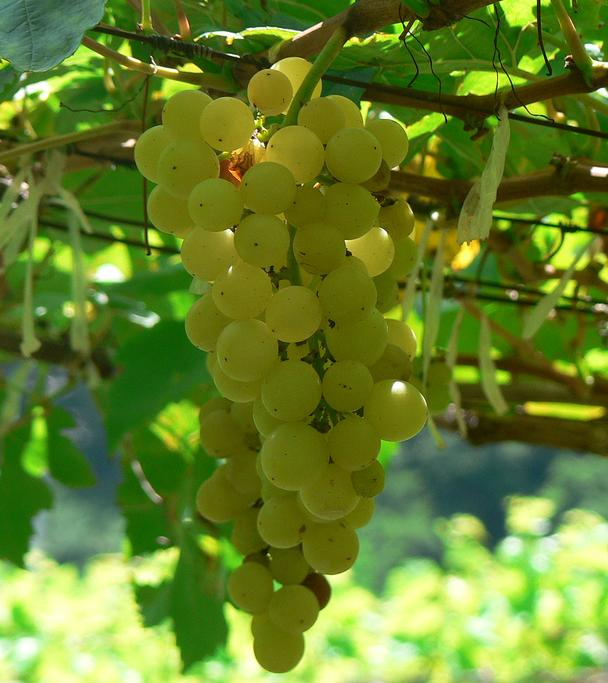
chenin B mûr

Les vins blancs secs sont vinifiés à partir des cépages chenin et pinot gris (appelé localement malvoisie).
Les vins rouges et rosés sont vinifiés à partir des cépages cabernet-sauvignon N, cabernet franc N et gamay N. Les cépages teinturiers gamay de Chaudenay N et gamay de Bouze N ne peuvent pas excéder 5 % dans l'encépagement.

### Méthodes culturales et réglementation
Le vignoble est planté à une densité minimale de 7 000 pieds par hectare. Cette densité plutôt haute, est favorable à une bonne concentration des constituants qualitatifs du raisin. Les vignes sont généralement conduites en taille guyot.
Le rendement à la récolte est limité à 40 hectolitres par hectare. Au-delà d'un certain volume, le vin risque de présenter une couleur et des arômes dilués. Les vignes doivent avoir au moins quatre ans pour que le produit de leur récolte puisse prétendre à être classé en coteaux-d'ancenis.
Les vins blancs doivent présenter un titre alcoométrique naturel de 9 % vol. et le moût doit présenter une richesse en sucre de 136 g/l ; les vins rouges et rosés doivent présenter un titre alcoométrique naturel de 9 % vol. et le moût doit présenter une richesse en sucre de 144 g/l. Lorsque l'enrichissement est autorisé, les vins enrichis ne peuvent pas dépasser 12,5 % de volume et les vins blancs 12 % de volume. Il n'existe pas de limite pour les vins non enrichis.

### Terroir et vins
Les vins blancs sont secs, mais peuvent donner des vins moelleux les années favorables. Les vins rouges sont légers, vifs et fruités avec une couleur rouge sombre aux nuances violacées. Ce rosé, de type sec, est élaboré uniquement à base de gamay N. Il se déguste entre 14 et 16 °C.
En 2008, 80 % de la production sont représentés par le gamay N.

### Structure des exploitations
En 2005, 70 opérateurs étaient recensés par l'INAO. Parmi eux, sont comptabilisés 66 viticulteurs et 47 vinificateurs. (43 caves particulières, 2 caves coopératives et 2 négociants)

### Type de vins et gastronomie
Les vins rouges peuvent trouver un accompagnement local avec la volaille d'Ancenis.

### Commercialisation
La production est de 12 606 hl en 2005. Les vins sont obligatoirement commercialisés avec le nom du cépage.
Le coteaux-d'ancenis, et plus généralement le vignoble nantais, sont membres de l'organisme interprofessionnel « Interloire » qui regroupe une grande partie des professionnels de la viticulture ligérienne. Ainsi, Interloire représente 46 appellations situées de Nantes à Blois.